# 렘 빌링스
커크 르모인 "렘" 빌링스(Kirk LeMoyne " Lem " Billings, 1916년 4월 15일 ~ 1981년 5월 28일)는 존 F. 케네디 대통령과 그 가족의 절친한 오랜 친구이다. 빌링스는 케네디의 사립 고등학교 룸메이트였으며, 그의 결혼식 안내인이자 1960년 케네디의 대통령 출마를 위한 선거 운동가로 활동하였다. 조지프 케네디 시니어는 그를 "나의 두 번째 아들"이라고 불렀고, 때때로 빌링스가 케네디가의 몇몇 부녀자를 호위하는 역할도 맡았다. 빌링스는 사전트 슈라이버와 함께 케네디가 신탁의 수탁자로 일하였다.

## 초기
빌링스는 1916년 4월 15일 펜실베이니아주 피츠버그에서 프레더릭 트레메인 빌링스(1873년 ~ 1933년)와 로메인 르모인(1882년 ~ 1970년)의 셋째 자녀로 태어났다. 그의 아버지는 저명한 의사였으며 미군 해군사관학교를 졸업하였다. 그의 어머니는 메이플라워의 후손이었고 증조부 프랜시스 줄리어스 르모인은 오늘날 르모인 오언 칼리지 설립에 도움을 준 지하철도와 연관된 저명한 폐지론자였다. 빌링스의 가족은 성공회 신자이자 공화당 지지자였다.
16세의 3학년 빌링스와 15세의 2학년 케네디는 1933년 가을에 엘리트 사립 고등학교 초트에서 만났다. 빌링스는 십대 시절 키가 6피트 2인치, 체중 175 파운드로 초트 무리 중에서 가장 강한 학생이었다. 그들은 엄격한 학교에 대하여 서로가 갖는 혐오감에 이끌려 빠르게 친구가 되었다. 그들은 초트에 있는 동안 동아리를 결성하여 자신들을 "머커스"(The Muckers; 친구, 버릇없는 놈)라고 불렀다. 머커스는 학교 주변에서 장난을 치고 심지어 학교 체육관에 말똥을 버릴 계획까지 세웠으나 교장이 알게 된 후 무산되었다. 빌링스가 케네디 가족을 처음 방문한 것은 1933년 팜비치에서 크리스마스를 보낸 것었다. 대공황으로 인하여 빌링스 가족은 재정적 피해를 입었고, 렘 빌링스는 장학금을 받아 초트에 다녔다. 빌링스는 케네디와 1935년에 함께 초트를 졸업하고자 최고 학년을 한 번 더 재학하였다.
1937년 여름에 빌링스와 케네디는 우정을 다지고자 유럽으로 여름 여행을 떠났다.
1939년 빌링스는 프린스턴에서 미술과 건축을 전공하였으며 틴토레토에 대한 수석 논문을 썼다.
1941년 빌링스는 군대에서 요구하는 신체 검사에 시력이 좋지 않아 불합격하였다. 1942년, 자신을 "나의 두 번째 아들"이라고 불렀던 친구의 아버지 조지프 케네디 시니어의 추천을 받아 그는 시력을 보지 않는 미국 야전 구급대에 입대할 수 있었다. 그는 1942년부터 1943년까지 북아프리카에서 활동하였다. 1944년에는 미국 해군 예비군에 임관하여 1946년 제대할 때까지 남태평양에서 복무하였다.
1946년 케네디의 성공적인 의회 선거 운동을 수행한 후 빌링스는 로버트 F. 케네디와 함께 라틴 아메리카 7개국을 순회하였다.

## 경력
빌링스는 1946년부터 1948년까지 하버드 경영대학원에 다녔고 MBA를 취득하였다. 그는 이후 약국에 코카콜라 디스펜서를 판매하는 일과 제너럴 슈 매장에서 일했던 것을 비롯하여 여러 직업을 전전하였다. 그는 볼티모어 소재 에머슨 제약 회사의 부사장으로서 구연산 나트륨 맛을 숨기기 위하여 과일 향을 첨가한 1950년대 유행하던 음료 피지스의 개발을 책임졌다. 1958년에 그는 맨해튼의 광고 회사인 레넨 앤 뉴웰(Lennen & Newell)에에 광고 임원으로 이직하였다.
1953년 9월 12일 빌링스는 케네디와 재클린 리 부비에의 결혼식에서 안내인 역할을 수행하였다. 1956년에는 케네디의 누이 진과 스티븐 에드워드 스미스의 결혼식에서도 안내인을 맡았다.
1960년, 빌링스는 직장에서 쉬는 동안 케네디의 대통령 선거 운동에 참여하였다. 그는 위스콘신주 예비선거에서 제3의회 선거구 선거운동을 관리한 뒤 웨스트버지니아주 예비선거에서 일반 분쟁 조정인 및 텔레비전 책임자를 역임하였다.

### 케네디 정부

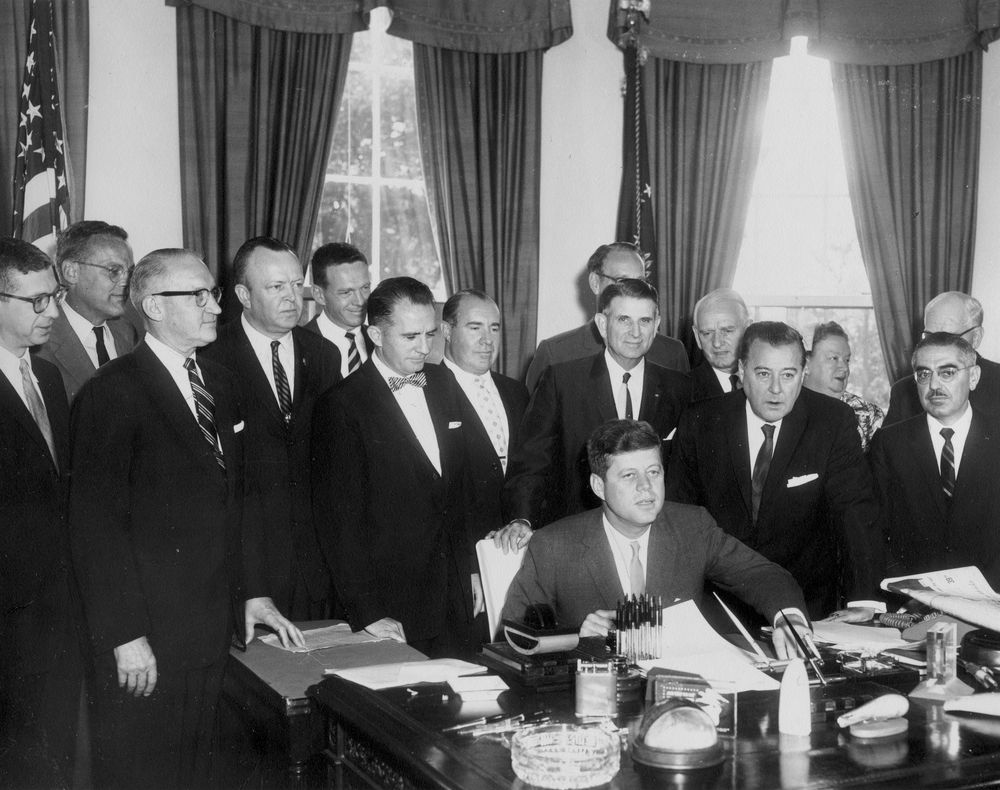
백악관에서 케네디가 미국 여행 서비스를 창설하는 법안에 서명할 때 빌링스(왼쪽에서 두 번째)

1961년 빌링스는 자신을 평화 봉사단의 초대 단장, 관광 진흥을 위한 새로운 기관 미국 여행 서비스의 책임자, 또는 덴마크 주재 대사로 임명하겠다는 케네디의 제안을 거절하였다. 그는 나중에 이렇게 말하였다. "나는 대통령을 위해 일하고 싶지 않다는 것을 깨달았다. 왜냐하면 그것이 우리의 관계를 바꿀 것이라고 느꼈기 때문이다." 1961년 9월에 그는 계획된 국립 문화 센터(오늘날 케네디 센터)의 이사회로 임명되는 것을 수락하였다. 이듬해 케네디는 1964~1965년 뉴욕 세계 박람회에 대한 미국의 참가를 계획하는 이사회에 그를 임명하였다. 그는 1963년 5월 초트에서 동문회가 케네디의 초상화를 공개할 때 대통령 대리 자격으로 참석하였다.
빌링스는 케네디 정부 기간 동안 대부분의 주말 동 백악관을 방문하였다. 빌링스가 3층 객실 중 한 곳에 소지품을 두고 간다는 사실을 집사가 언급하자, 영부인은 "그는 내가 결혼할 때부터 우리 집 손님이었다."라고 대답하였다. :244때때로 그는 더 오랜 기간 동안 백악관에 머물렀다. 영부인이 자리를 비웠을 때 빌링스는 대통령과 오랜 친구들을 위한 백악관 만찬회를 조직하였으며 대통령이 여행할 때 그는 영부인과 함께 있었다. 한 대통령 보좌관은 훗날 "일부 사람들은 그를 너무 많이 봐서 비밀경호국 직인 줄 알았다."라고 말하였다. 빌링스는 백악관 출입증이 없었으며 "잭과 재키는 이것에 대해 너무도 친절하여 내가 올지 갈지 말할 필요조차 없었다."라고 말하였다. 역사가 샐리 베델 스미스는 그를 우디 앨런의 1983년 영화에서 주요 사건의 뒷줄에 항상 등장하는 정체불명의 인물 레너드 젤리그와 비교하였다. 그는 케네디의 취임식에서 대통령 가족과 함께 앉았고 케네디의 장례식에서는 재클린 뒤에 멀지 않은 위치에서 걸어갔다.
언론은 1961년 2월 케네디 아이들이 워싱턴에 도착하는 등의 케네디 가족 행사에 그가 참석했다는 소식을 자주 보도하였다. 그는 대통령을 따 교회에 갔고, 대통령의 딸 캐롤라인을 위해 연을 날렸고, 케네디 아이들에게 애완 햄스터를 전달하였다. 그는 1961년과 1963년에 유럽 순방을 위해 대통령의 수행단에 합류하였다. 1962년에 그는 대통령의 두 누이인 유니스 슈라이버와 진 케네디 스미스 를 2주 이상 동안 유럽 전역으로 호위하였다. 케네디 부부가 버지니아주의 사유지인 글렌 오라에서 주말을 보냈을 때, 재클린 케네디는 대통령보다 더 자주 빌링을 초대하다. 재클린이 승마를 하는 동안 대통령과 동행할 사람으로 빌링스가 필요하였다.
"첫 친구"로서의 빌링스의 역할은 당시와 그 이후의 많은 목격자들의 평가가 따랐다. 테드 소렌슨은 그를 "그의 친구의 숭배자(거의 아첨하는 숭배자)"라고 불렀다. 아서 슐레진저는 빌링스가 "JFK 무리에서 가끔 마주칠 때마다 나를 노려보곤 했는데, 한동안 나는 이것을 다소 개인적으로 받아들였다. 곧 나는 그가 JFK와의 우정이 자신의 우정보다 뒤처진 사람을 똑같이 의심하는 눈으로 노려보고 있다는 것을 알게 되었다." 또 다른 사람은 "대통령 보좌관들은 그를 '편리한 낡은 가구'로 생각했다"고 말하였다.
대부분은 빌링스와 케네디가 어렸을 때부터 친구 사이였다는 것을 알고 있었기에 그들의 관계나 빌링스의 존재에 대해 의문을 제기하지 않았다. 케네디 정부 시절 뉴스위크에서 일하였던 벤 브래들리는 빌링스의 친구는 아니었지만 케네디와 친하였는데, "그들은 어린 시절 친구였으며 서로에게 영원히 충성하였다."라고 말하며, 빌링스가 "타고난 질투심이 있었다. 그는 잭과의 우정을 타인과 공유하고 싶지 않았다."라고 말하였다. 빌링스와 충돌한 후 백악관에서 추방된 고어 비달은 빌링스에 대하여 비판적이었지만 빌링스가 자주 아프거나 고통스러워하는 케네디의 보좌관으로서 중요한 역할을 하였다고 생각하였다. "그가 돌아다니기 위해서는 렘 빌링스가 필요하였다. 훈련된 간호사보다 나았다." 이런 점이 그가 정치 경력을 쌓는 것을 불가능하게 만들었다. 비달은 재클린 케네디가 빌링스를 "아무 것도 아닌 사람"으로 생각하였지만 "잭은 그가 필요하였고 재클린은 실용적인 사람이었다."라고 보았다.
많은 사람들이 빌링스의 재치와 대통령 긴장을 푸는 데 도움이 되는 능력을 증언한다. 그는 한때 케네디가의 사업에 대한 안목 부족에 대하여 이렇게 말하였다. "사업에 관한 케네디 형제의 대화를 듣는 것은 섹스에 관한 수녀들의 대화를 듣는 것과 같다." 빌링스는 또한 대통령의 예술 고문으로 일하며 오벌 오피스에 전시할 스크림쇼를 고르고 유럽 여행에서 선물로 제공할 예술품 선정을 신속하게 진행하였다.
빌링스는 1963년 가을에 대통령과 더 적은 시간을 보냈다. 그들의 친구 중 한 명은 "재키가 렘을 쫓아내려고 하고 있다."고 생각하였다. 빌링스는 1963년 10월 마지막 주말을 대통령 부부와 함께 보내었다. 빌링스는 대통령이 댈러스에서 암살되기 9일 전인 1963년 11월 13일 백악관에서 그레타 가르보와 함께 식사를 하였을 때 마지막으로 대통령을 보았다.

## 사생활
1970년대의 친구들은 빌링가 동성애자임을 확인하였지만 그것에 대하여 공개적으로 이야기하지 않았다. 2006년, 케네디 정부를 회고하면서 벤 브래들리는 다음과 같이 말하였다. "렘이 동성애자라는 것이 알려져 있었다고 생각한다... 잭에게 게이 친구가 있다는 사실에 깊은 인상을 받았다." 동시에 그는 케네디 집권 시절 아무도 이 생각을 큰 소리로 표현한 적이 없다고 공인하였다. 제2차 세계 대전 당시 대통령의 친구인 레드 페이는 빌링스에 대하여 "나는 그가 명백하게 동성애자임을 본 적이 없다. 그가 중립적이었다고 생각한다."라고 말하였다. 한 역사가는 1963년 암살 이후 빌링스가 "아마 케네디가의 '과부' 중 가장 슬픈 사람일 것"이라고 썼다. 언론이 종종 주요 사교 행사에 빌링스의 참석을 언급하였지만, 그들은 그를 케네디가 일원의 호위로 확인하거나 케네디의 친구 목록에 포함시켰다. 다른 경우에 그는 여성 동반인 없이 참석하였다. 빌링스는 백악관에 자신의 방을 가지고 있었다.
일부 역사가들은 빌링스가 1934년에 케네디에 대한 자신의 성적 관심을 서면으로 표현하였으며 케네디가 그의 성적인 목적의 접근을 거절하였다고 믿는다. 케네디는 초트에서 빌링스와 함께 지내는 동안 그의 동성애 성향이 동년배 학생에게 폭로되었다는 사실을 알고 있었다. 케네디를 재클린 부비에에게 소개한 저널리스트이자 빌링스와 케네디의 친구 찰스 L. 바틀렛은 그들의 관계를 다음과 같이 설명하였다. "렘은 잭에게 안정적인 존재였다. 렘의 존재 이유는 잭 케네디였다. 일부 사람들이 말한 것처 그가 자신의 견해를 갖고 있지 않았다는 것은 사실이 아니라고 생각한다. 그는 매우 독립적인 사고를 가지고 있었다. 그는 잭이 반드시 공유할 필요가 없는 자신만의 이해관계를 가지고 있었다. 그는 확실히 잭이 가졌던 정치와 여성에 대한 관심이 없었다." 고어 비달은 빌링스가 "절대 아무도 아니다"라고 생각하였지만, "잭이 그와 같이 믿을 수 있는 누군가를 곁에 둔 것은 좋은 생각"이라고 믿었다. 그는 빌링스가 케네디를 사랑한다고 믿었다. 빌링스는 "잭은 내 인생에 큰 변화를 가져왔다. 그 덕분에 나는 결코 외롭지 않았다. 그가 내가 결혼하지 않은 이유일 수도 있다."라고 말하였다.

## 여생
1964년 빌링스는 케네디 센터에 세워질 케네디 기념비를 선정하기 위해 지명되었다. 1965년에 재클린 케네디는 러니메드에서 케네디 대통령 기념비를 제막하기 위해 빌링스를 영국으로 초대하였고, 그는 재클린과 그의 자녀들과 동행하였다.
그는 1966년 갈라 발레 공연에 대통령의 누이인 진 케네디 스미스를, 1971년 케네디 센터 개관식에 대통령의 매제인 에델 케네디를 호위하였다.
1968년 로버트 F. 케네디가 암살된 후 빌링스는 우울증에 걸려 과음하기 시작하였고, 이는 평생 그를 괴롭혔다.:505 그는 남은 생애 동안 케네디가를 비롯하여 가문의 아이들과 긴밀한 관계를 유지하였으며, 거의 대리부 역할을 해주었던 바비 케네디 주니어, 크리스토퍼 로포드와 자주 교류하였다.
빌링스의 행동은 1960년대 후반에 크게 바뀌었다. :364 피터 로포드 등의 케네디가 구성원들과 다른 사람들에 따르면, 빌링스는 마약을 복용하기 시작하였으며, :365 이는 케네디와 로포드 소년들의 영향이었다. 케네디가의 아버지 세대는 그가 술을 포함한 기분전환용 약물을 과도하게 사용하자 소년들이 그와 교류하는 것을 막기 시작하였다.
빌링스는 수년 동안 사전트 슈라이버와 함께 케네디가 신탁의 수탁자로 일하였으며 팬 암 빌딩의 사무실에서 일하였다. 재클린 케네디 오나시스는 1978년에 자녀 캐럴라인(21세)과 존 주니어(18세)의 생일을 기념하는 파티에 빌링스를 손님으로 초대하였다.
1987년 역사학자 도리스 컨스 굿윈은 빌링스가 자신과의 인터뷰를 어떻게 구성하였는지 설명하였다. 굿윈은 미리 질문을 제출하여야 하였고, 그런 다음 빌링스가 답변을 준비하고 그에게 큰 소리로 읽어주었다.

## 죽음
1981년 5월 28일 빌링스는 맨해튼에 위치한 자신의 아파트에서 잠을 자던 중 심장마비로 사망하였다. 그의 마지막 소원은 케네디가의 젊은 남성들이 그의 관을 마지막 안식처로 옮기는 것이었다. 그들이 묘지에 도착하였을 때, 관은 이미 내려야 할 위치에 있었다. 케네디가 남성들은 관을 가져다가 묘지 주변으로 운반한 후 매장지로 되돌려 놓았다. 그는 펜실베니아주 피츠버그의 앨리게니 세메터리에 묻혔다.

## 서지
- John F. Kennedy ; Kirk LeMoyne Billings: Das geheime Tagebuch : Europa 1937, Oliver Lubrich (Hrsg.), Wien : DVB Verlag, 2021, ISBN 978-3-903244-18-4
- Jack and Lem - John F. Kennedy and Lem Billings - The Untold Story of an Extraordinary Friendship, David Pitts, New York, Da Capo Press, 2007, ISBN 978-0-78671-989-1

## 참고 문헌
- Peter Collier and David Horowitz, The Kennedys: An American Drama (San Francisco: Encounter Books, 2002)
- Nigel Hamilton, JFK: Reckless Youth (NY: Random House, 1992)
- David Michaelis, The Best of Friends: Profiles of Extraordinary Friendships (NY: Morrow, 1983)
- Geoffrey Perret, Jack: A Life Like No Other (NY: Random House, 2002)
- Sally Bedell Smith, Grace and Power: The Private World of the Kennedy White House (NY: Random House, 2004)
- David Pitts, Jack and Lem: The Untold Story of an Extraordinary Friendship (NY: Carroll & Graf, 2007), ISBN 978-0-7867-1989-1
- Gore Vidal, Palimpsest (NY: Random House, 1995)